# کالج واسر

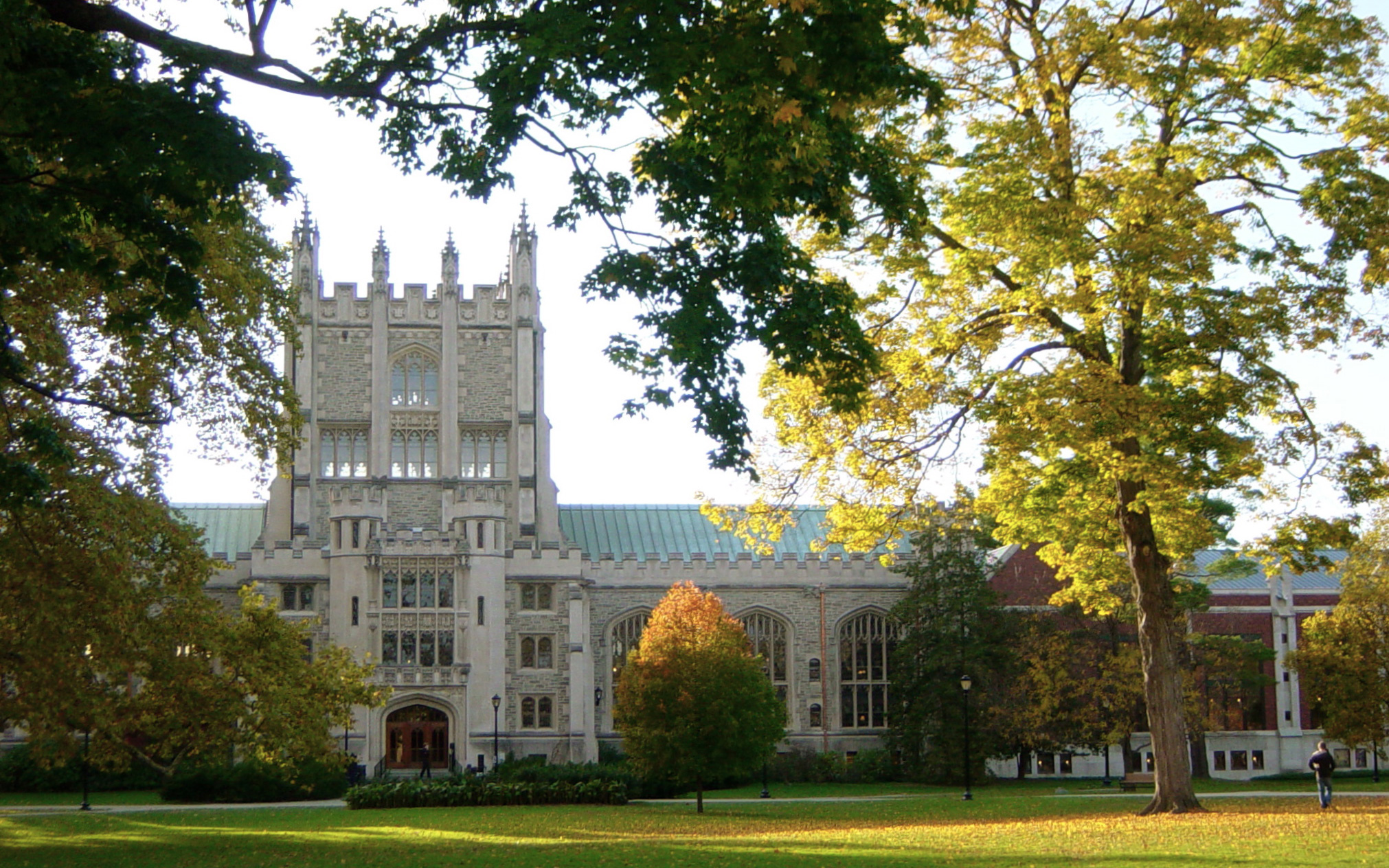
کتابخانه مرکزی دانشگاه

کالج واسر (به انگلیسی: Vassar College) یکی از قدیمی‌ترین و معتبرترین دانشگاههای (سابقاً) زنانه در تاریخ آمریکا بوده و در ایالت نیویورک واقع است.